# Cours Dillon
Pour les articles homonymes, voir Dillon.
Le cours Dillon (en occitan : cors Dillon) est une voie de Toulouse, chef-lieu de la région Occitanie, dans le Midi de la France.

## Situation et accès

### Description
Le cours Dillon est une voie publique. Il se situe le long de la prairie des Filtres, à proximité de la Garonne et du Pont-Neuf, dans le quartier Saint-Cyprien, dans le secteur 2 - Rive gauche.
Le cours Dillon est parcouru par le sentier de grande randonnée 861 (GR 861), qui va de Toulouse à Saint-Bertrand-de-Comminges. Il est prolongé au nord par le Pont-Neuf et au sud par le quai de la Garonne.

### Voies rencontrées
Le cours Dillon rencontre les voies suivantes, dans l'ordre des numéros croissants :
1. Place du Fer-à-Cheval
2. Rue Charles-Laganne
3. Place Charles-Laganne
4. Pont-Neuf

### Transports
Au nord du cours Dillon, la rue de la République, parcourue et desservie par la navette Ville, mène à la place Saint-Cyprien, où débouche la station de métro du même nom sur la ligne de métro . Au sud, près de la place du Fer-à-Cheval, se trouvent la station du même nom, sur la ligne de tramway , et les arrêts des lignes des bus 1366.
Il existe plusieurs stations de vélos en libre-service VélôToulouse le long de la rue et de la place Charles-Laganne : les stations no 71 (3 rue Charles-Laganne), no 74 (37 rue Charles-Laganne) et no 75 (12 place Charles-Laganne).

## Odonymie

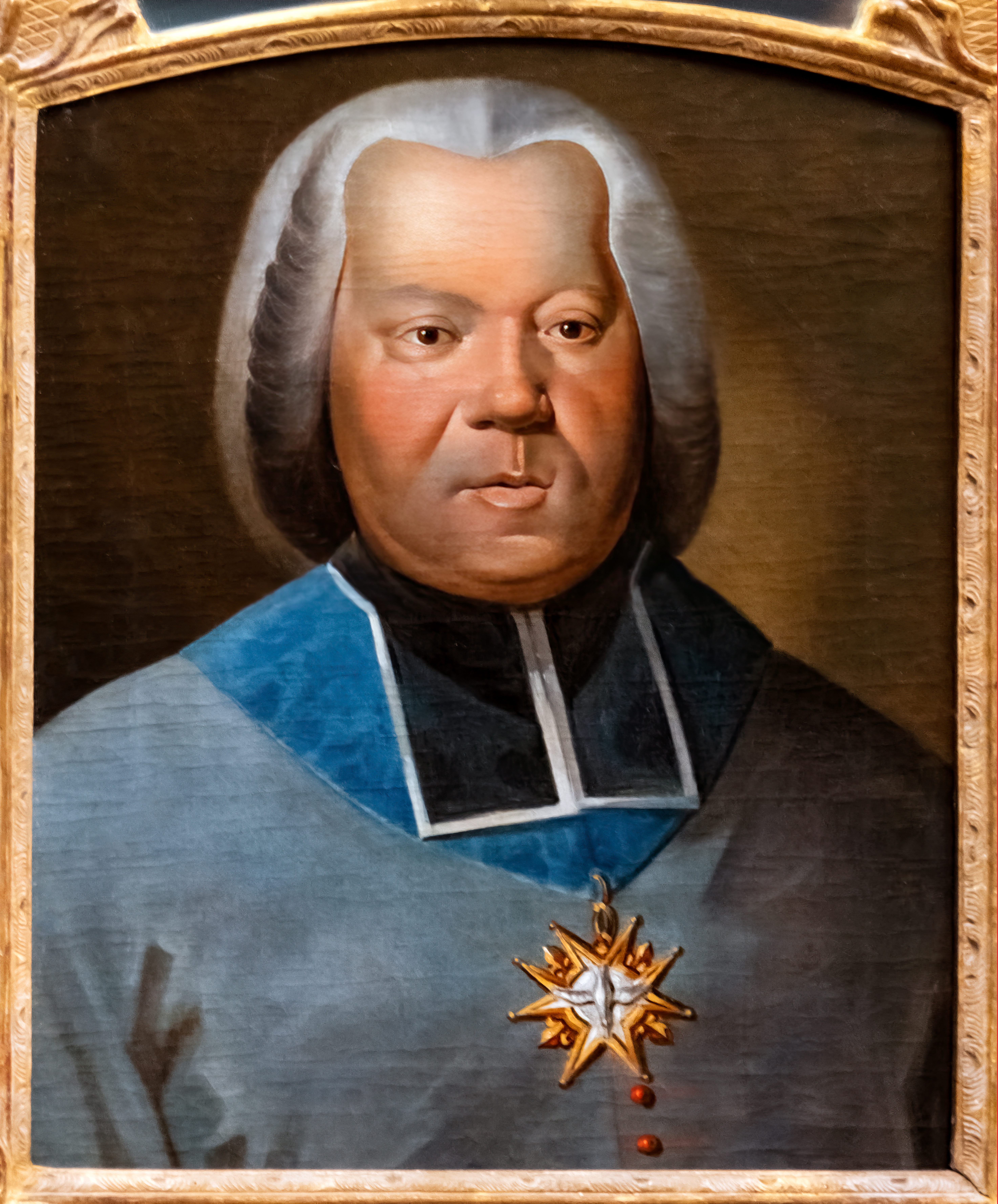
Portrait de l'archevêque Arthur Dillon (anonyme, fin du XVIIIe siècle, musée d'Art et d'histoire de Narbonne).

Le nom du cours Dillon rend hommage à Arthur Dillon (1721-1806). Ce grand prélat, issu d'une famille de pairs d'Irlande jacobites émigrés en France, fils d'Arthur Dillon, fit une brillante carrière épiscopale. Il fut fait évêque d'Évreux en 1753, archevêque de Toulouse en 1758, puis archevêque de Narbonne en 1762. C'est à ce titre qu'il fut également président des États de Languedoc. Il vécut principalement au château de Hautefontaine, dans l'Oise, se comportant plus en grand seigneur qu'en évêque. Au moment de la Révolution française, il émigra le 23 septembre 1791 et mourut à Londres en 1806.
Au XVIIe siècle, ce n'était que le quai des Ormes (ou des Ormeaux), en raison des rangées d'arbres qu'on y avait planté. En 1794, pendant la Révolution française, on lui attribua le nom de quai de la Victoire, mais il ne subsista pas. C'est finalement en 1806 que le quai fut renommé en l'honneur d'Arthur Dillon.

## Histoire

### Moyen Âge et période moderne
Le faubourg Saint-Cyprien est, depuis son développement à partir du XIe siècle, soumis aux mouvements de la Garonne et particulièrement aux inondations. En 1544, la construction du Pont-Neuf, qui doit remplacer les ouvrages précédents, régulièrement endommagés, voire emportés par les crues saisonnières, oblige les architectes à prévoir la construction d'aménagements destinés à renforcer l'assise du pont. Des travaux sont engagés entre la culée du Pont-Neuf et la porte de Muret (emplacement de l'actuelle place du Fer-à-Cheval). Une première digue est formée par des remblais de terre consolidés par des pieux. Les travaux sont terminés au début du XVIIe siècle, alors que le Pont-Neuf est lui-même achevé en 1632. Entre 1649 et 1658, un mur de quai, pourvu d'un parapet, est élevé le long de la digue. Il est équipé d'un dispositif d'abordage pour les bateaux. La digue est plantée d'ormeaux et devient un lieu de promenade, agréable et fréquenté. En 1701, lors de la visite des ducs de Bourgogne et de Berry, on y compte plus de 250 carrosses.
Face au quai, des îlots se créent et disparaissent au gré des mouvements de la Garonne. Au XVIIe siècle, un banc d'alluvions qui s'est formé, désigné comme l'îlot de Couly, est stabilisé par des rangées de pieux. Le quai est cependant régulièrement endommagé par les inondations. Les habitants du faubourg, victimes des destructions, demandent régulièrement aux capitouls le rehaussement du quai afin de les mettre à l'abri. De nouveaux travaux de consolidation sont ainsi menés en 1756. Entre 1782 et 1788, des travaux d'ampleur sont menés par les États de Languedoc, qui font aménager depuis 1776, dans la perspective du Pont-Neuf, une nouvelle rue (actuelle rue de la République), aboutissant à la nouvelle place et à la porte Saint-Cyprien et, au-delà, à la route de la Gascogne (actuelle avenue Étienne-Billières). Ils font appel à l'ingénieur Joseph-Marie de Saget : directeur des travaux publics de la sénéchaussée de Toulouse et de la province de Languedoc, il mène déjà les travaux du canal de Brienne et des quais de la Garonne en rive droite (actuels quais de la Daurade, Lucien-Lombard et Saint-Pierre). Il prévoit le rehaussement et l'élargissement de la digue et du quai, mais aussi l'aménagement d'une rue en contrebas (actuelle rue Charles-Laganne), bordée d'immeubles aux façades uniformes, dont le plan est dressé par Jacques-Pascal Virebent. Au mois de mai 1782, la mort de Joseph-Marie de Saget n'interrompt pas les travaux, qui sont poursuivis par son frère, Charles de Saget. En 1783, la porte de Muret est détruite et remplacée par une grille, réalisée en 1786 pour partie par le ferronnier Joseph Bosc et par le ferronnier Claude Adrien, dit Champagne. En 1788, les travaux sont presque achevés : la réalisation des façades est cependant abandonnée en raison des coûts supplémentaires qu'elle engendre pour les propriétaires.

### Époque contemporaine

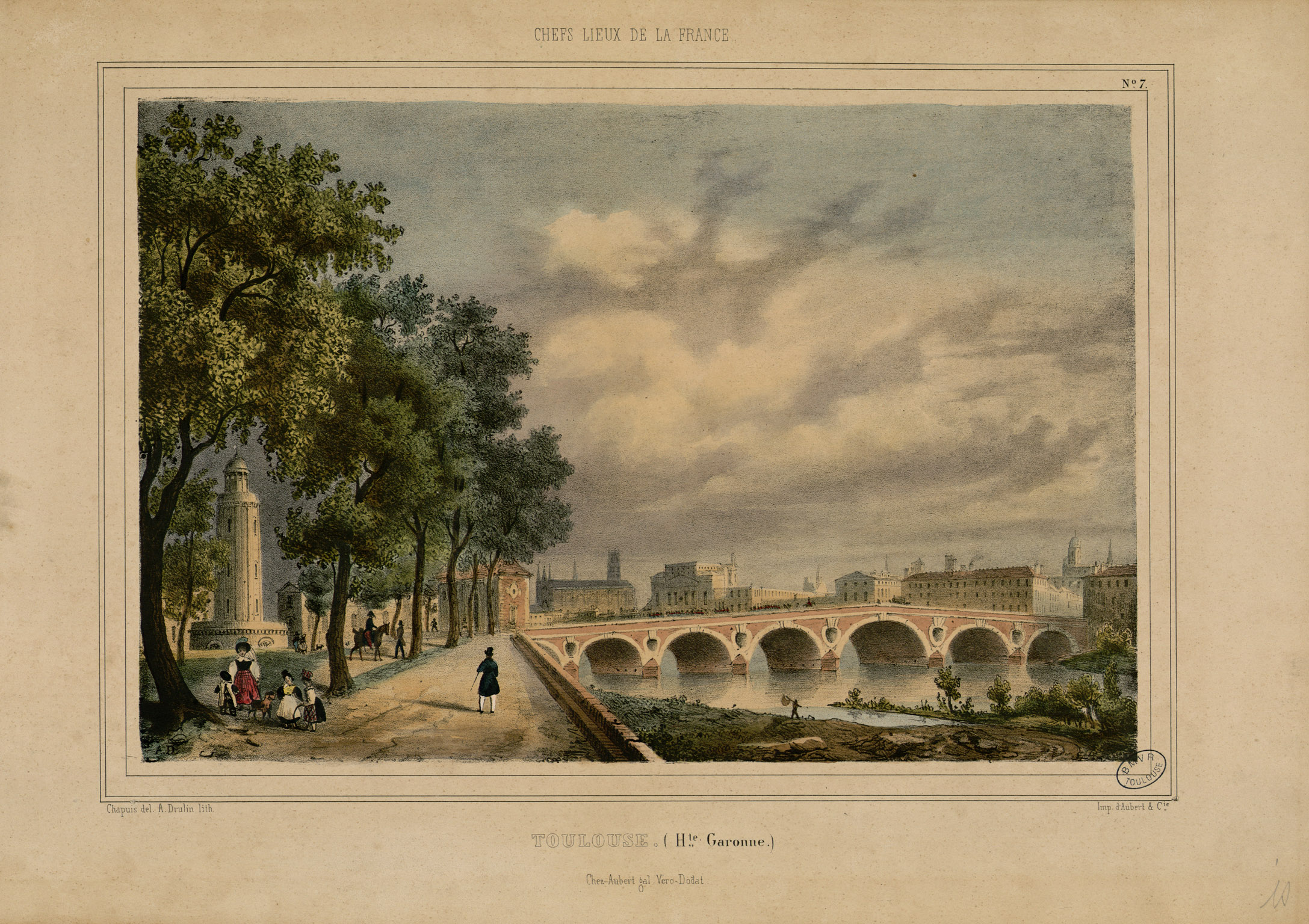
Le cours Dillon et le Pont-Neuf au début du XIXe siècle (lithographie, Jean-Baptiste Chapuy, bibliothèque municipale).

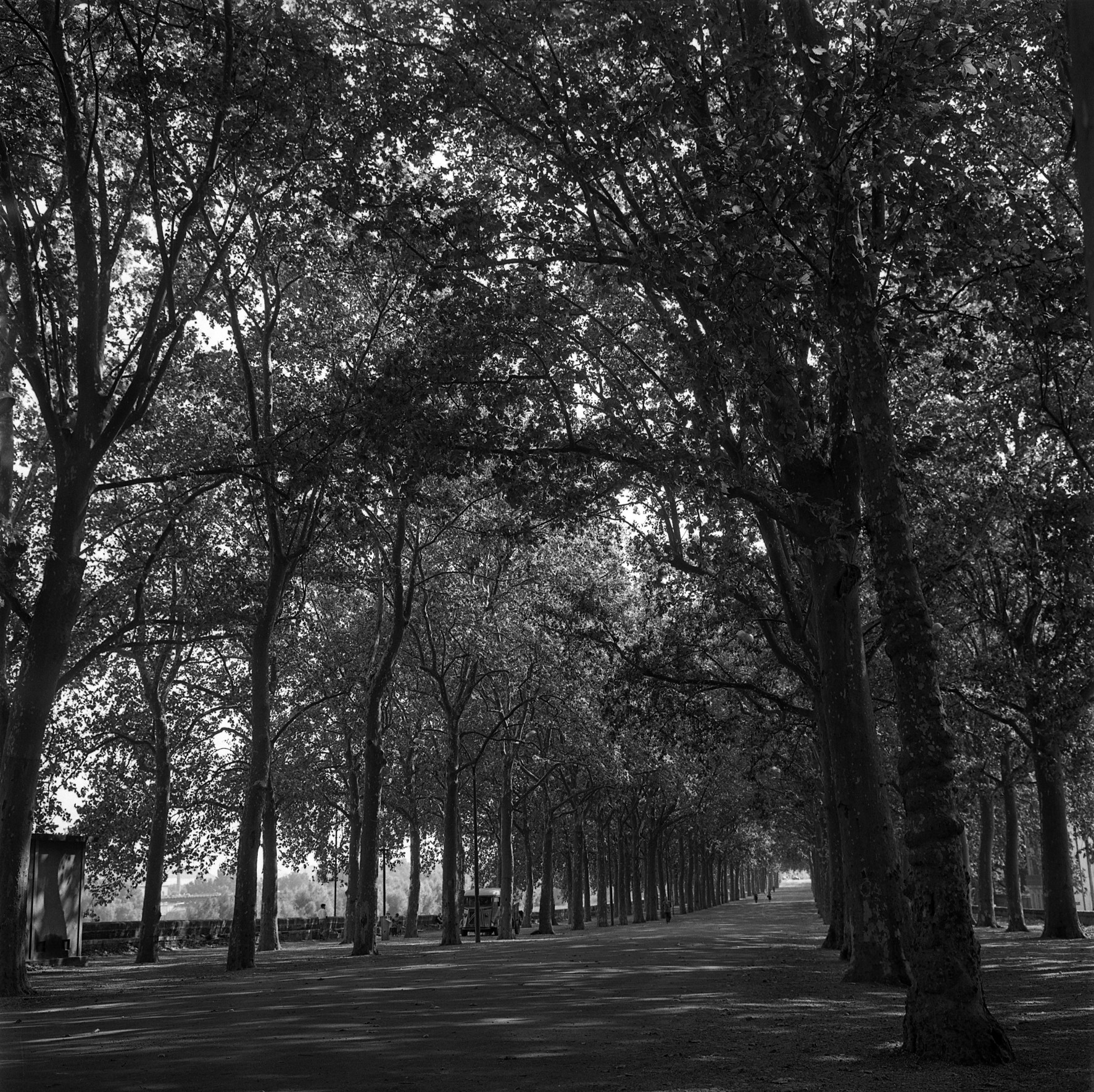
Le cours Dillon en 1961 (André Cros, archives municipales).

Au début du XIXe siècle, la municipalité toulousaine se préoccupe d'aménagement de la ville. La salubrité des rues et la question de l'approvisionnement en eau potable sont au cœur des débats politiques de cette période. En 1809, le conseil municipal se penche sur un projet de machine élévatrice des eaux de la Garonne présenté par le mécanicien Jean Abadie, mais il est finalement repoussé,. En 1821, le projet d'Abadie est finalement repris : la construction de ce « château d'eau » est décidée entre le cours Dillon et la rampe du Pont-Neuf, où se trouvait déjà une fontaine construite en 1682. La prise d'eau est pratiquée par une canalisation sous le cours Dillon : l'eau des puisards, aspirée par des pompes, est ainsi refoulée jusqu'au sommet du château d'eau. La clarification des eaux est réalisée par la stabilisation et à l'entretien des bancs d'alluvions qui bordent le cours Dillon, aboutissant à la création de la prairie des Filtres. Des canalisations placées sous le trottoir du Pont-Neuf apportent ensuite l'eau jusqu'aux fontaines de la ville, tandis qu'un canal de fuite creusé sous la rue Réclusane et l'avenue du Château-d'Eau permet d'évacuer une partie des eaux vers le moulin d'Abadie (emplacement de l'actuel théâtre Garonne, no 1 avenue du Château-d'Eau),.
L'embellissement de la ville est également un des aspects de la politique urbaine. Le cours Dillon conserve son caractère de promenade. Paradis des piétons, on veillait à leur tranquillité, au point qu'en 1872 on interdit à certains officiers de le parcourir à cheval, car ils se permettaient le galop. Un théâtre de plein air est également créé au milieu de la promenade. La stabilisation et le développement de la prairie des Filtres rend également possible son aménagement. En 1844, un grand escalier à double révolution, aux marches larges et aux rampes superbes, est construit sur les plans de l'architecte de la ville, Urbain Vitry, afin d'en faciliter l'accès. Chaque année, un fénétra se tient sur le cours Dillon le jour du lundi de Pâques. Ce fut le lieu de courses cyclistes, des premières foires de Toulouse, des fêtes de gymnastique. C'est à l'occasion du concours national agricole, en 1906, que le grand escalier est démoli. Avant 1914, c'est sur le cours Dillon que se faisait, en fin d'année scolaire, la distribution solennelle des prix et certificats aux élèves des écoles laïques, cérémonie bien réglée se déroulant dans une vaste enceinte occupant presque toute la longueur du cours. Chaque école avait sa place désignée, et les enfants étaient conduits en rang par leur maître. En 1928, la première foire de Toulouse est installée sur le cours Dillon, où elle reste jusqu'à l'éclatement de la guerre.
La Seconde Guerre mondiale transforme le cours Dillon en « cour des miracles ». En 1940, des baraquements sont installés pour recevoir les réfugiés qui fuient l'avancée allemande. Le 17 janvier 1941, une cantine de la Croix-Rouge, la « Cloche », est créée pour venir en aide aux victimes des restrictions alimentaires : le cap des deux millions de repas servis est franchi le 18 novembre 1943,. Une œuvre de rééducation de mutilés prit la suite.
De 1951 à 1955, tout disparut, et on tenta de redonner au cours son aspect antérieur. En 1961, le projet d'y établir un atelier d'urbanisme tourna court. En 1976, dans le cadre de l'aménagement de la prairie des Filtres en jardin public, un escalier accès est créé. Une gare routière et un immense parking occupent actuellement le cours. Il existe un boulodrome, fréquenté par les habitants du quartier de Saint-Cyprien.

## Patrimoine et lieux d'intérêt

### Grille du cours Dillon

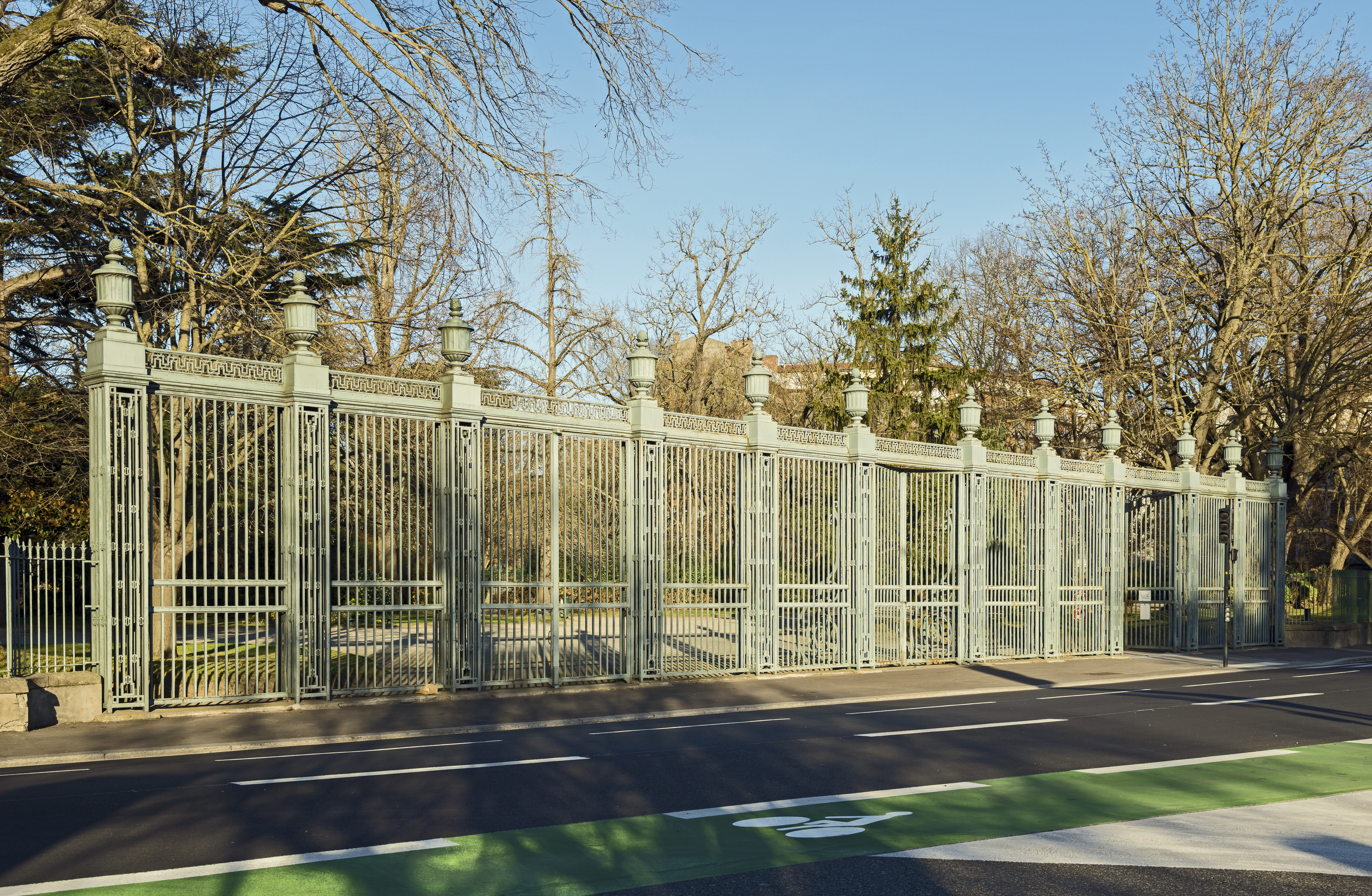
L'ancienne grille du cours Dillon.

Au XVIIIe siècle, l'extrémité sud du cours Dillon était barrée par une grille appelée également « barrière de Muret ». Cette grille, conçue en 1782 par l'ingénieur de la province de Languedoc, Joseph-Marie de Saget, est réalisée en 1784 par le ferronnier Joseph Bosc.
En 1875, la grille est ébranlée par les inondations de la Garonne. En 1896, elle est remontée dans les jardins du musée des Augustins, rue de Metz. La console « à chardon », dite « araignée » ou « artichaut », qui couvrait le parapet du quai pour en empêcher l'escalade est transporté au musée Saint-Raymond.
En 1961, à nouveau déposée pour restauration, elle est finalement remontée au Grand-Rond, dans l'axe des allées Frédéric-Mistral. Lors de ce dernier remontage, son couronnement orné de grecques et d'urnes est restitué d'après les éléments conservés au musée du Vieux Toulouse.